# Orden der Neun Edelsteine
Der Orden der Neun Edelsteine (vollständige Bezeichnung: Der sehr alte und verheißungsvolle Orden der Neun Edelsteine; thailändisch เครื่องราชอิสริยาภรณ์ อันเป็นโบราณมงคลนพรัตนราชวราภรณ์ Khrueangratcha Itsariyaphon Anpen Boran Mongkhon Nopa Rattanarat Woraphon, englisch The Ancient and Auspicious Order of the Nine Gems) ist ein hoher königlich-thailändischer Orden.

## Geschichte
Der Brauch, den König bei der Krönung noch vor der Überreichung der königlichen Insignien mit einer um den Bauch zu tragenden Kette zu würdigen, führte zum Langnamen des Ordens. Die Kette war mit je einem Diamanten, Rubin, Smaragd, Topas, Karfunkel, Saphir, Perle, Granat und einem sogenannten Sonnenauge besetzt. Diese neun Edelsteine inspirierten König Mongkut (Rama IV.) im Jahre 1851 zum Stiften eines Ordens mit diesen Dekorationen, ergänzt um einen Bruststern. König Chulalongkorn (Rama V.) fügte schließlich noch Anhänger, Schärpe und Ring hinzu. Nach den am 29. Dezember 1869 geänderten Statuten ist die Verleihung nur in neun Fällen möglich.
Eine Auszeichnung ist dem König vorbehalten, dieser trägt sie an einer Halskette (Collane).
Die anderen acht Orden werden ohne Kette verliehen. Hierbei sind die königliche Familie und nur die höchsten Beamten in der Reihe der Verdienten. Bedingung ist Buddhist zu sein. Die bisher einzige Ausnahme hierbei bildet Napoleon III., Kaiser der Franzosen, welcher den Orden 1864 von König Mongkut (Rama IV.) verliehen bekam.
Der Orden wird üblicherweise an Mitglieder der Königsfamilie (Chakri-Dynastie) verliehen. Erst fünf Träger in der Geschichte des Ordens waren nicht adelig: die (ehemaligen) Regierungschefs Plaek Phibunsongkhram (verliehen 1941), Pridi Phanomyong (1945), Sarit Thanarat (1959), Prem Tinsulanonda (1988) und Sanya Dharmasakti (1996). Aktuell gibt es nur vier lebende Träger des Ordens: König Maha Vajiralongkorn, seine Mutter Sirikit sowie seine beiden Schwestern Sirindhorn und Chulabhorn.

## Insignien
Die Dekoration besteht aus einer einzigen Klasse (Ritter) und wird in folgenden Ausführungen getragen:
- Anhänger des Ordens der Neun Edelsteine, hängend an einer gelben Schärpe, verziert mit blauen, roten und grünen Seitenstreifen zu tragen über die rechte Schulter zur linken Hüfte
- Stern des Ordens der Neun Edelsteine, zur tragen auf der linken Brust
- goldener Ring des Ordens der Neun Edelsteine, von Männern zu tragen auf dem rechten Zeigefinger
- Bandschnalle des Ordens der Neun Edelsteine, zu tragen an der Uniform bzw. am Dienstanzug

Die Ordensdekoration besteht im Wesentlichen aus einem goldenen Bruststern mit acht kleeblattartigen Sternzacken. Auf der Vorderseite sind die neun Edelsteine gefasst. Die Rückseite hat mittig den Sonnenstrahl (Unalome). Über allem ist die siamesische Königskrone mit reichlichem Diamantbesatz. An der Krone befindet sich der Tragering für das Ordensband.
Der Ordensträger ist berechtigt ein น.ร. hinter dem Namen zu führen.

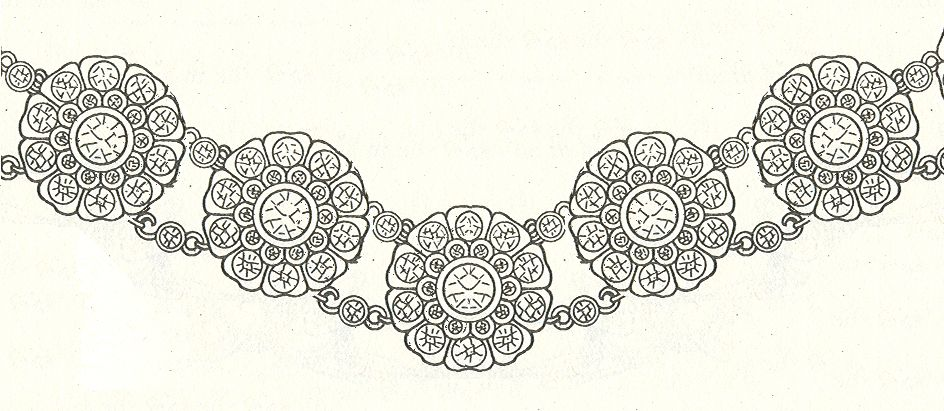
Collane getragen vom König
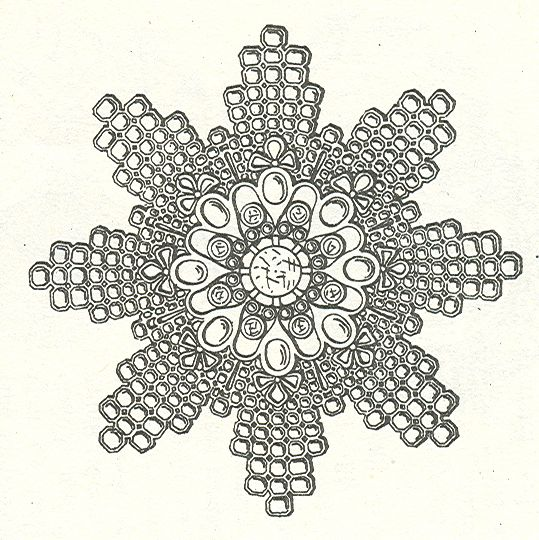
Stern des Ordens der Neun Edelsteine
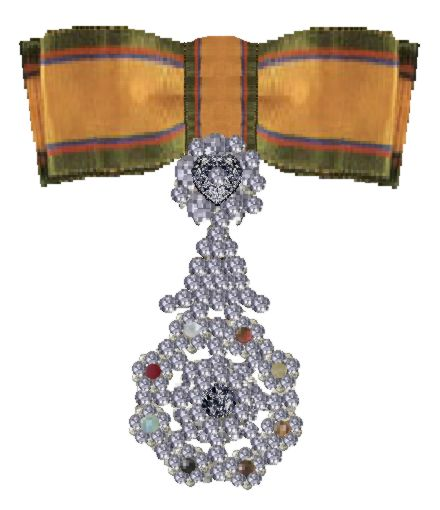
Anhänger des Ordens der Neun Edelsteine (getragen von Damen)
Bandschnalle des Ordens der Neun Edelsteine